# Cassiopeia (sterrenbeeld)

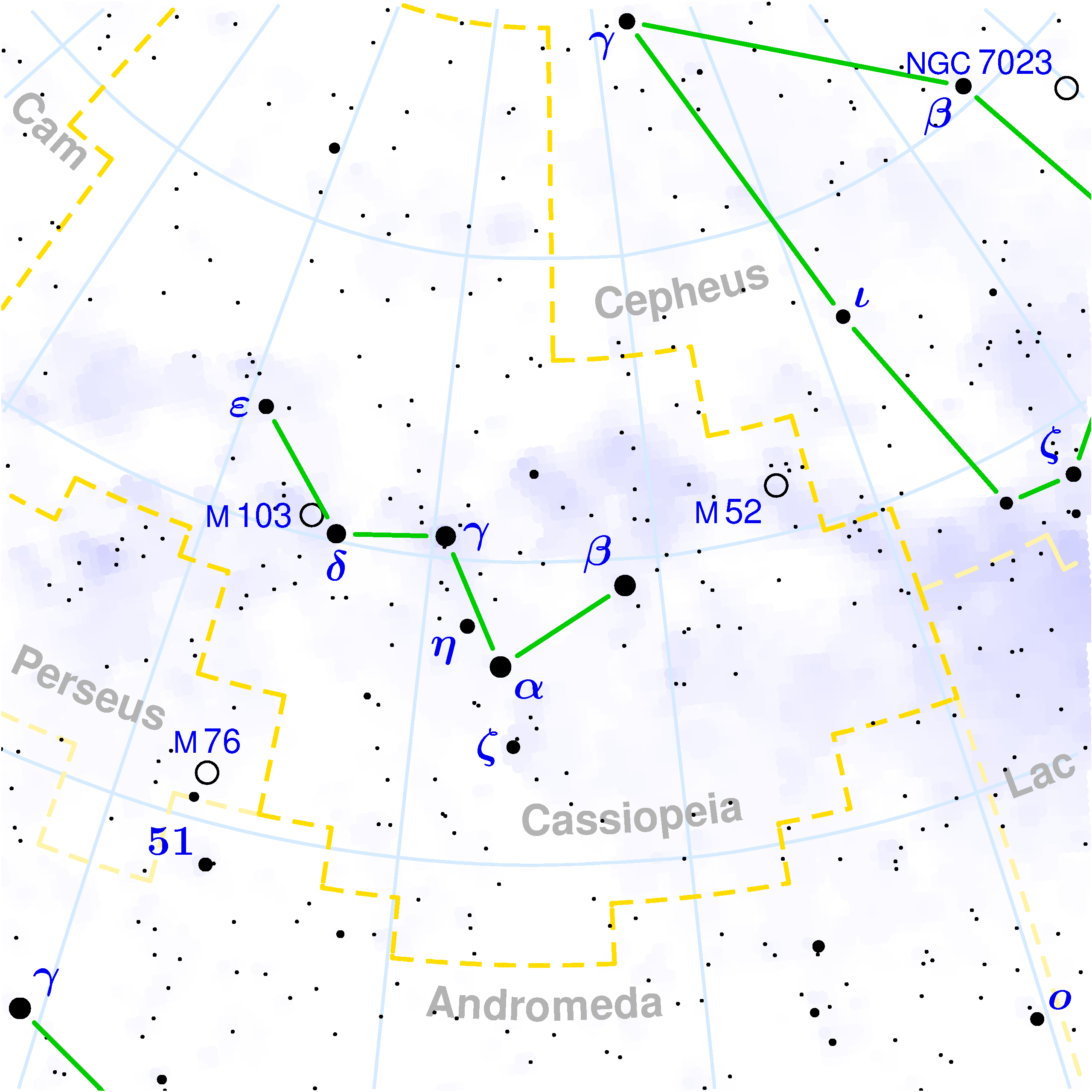
Kaart van het sterrenbeeld Cassiopeia.

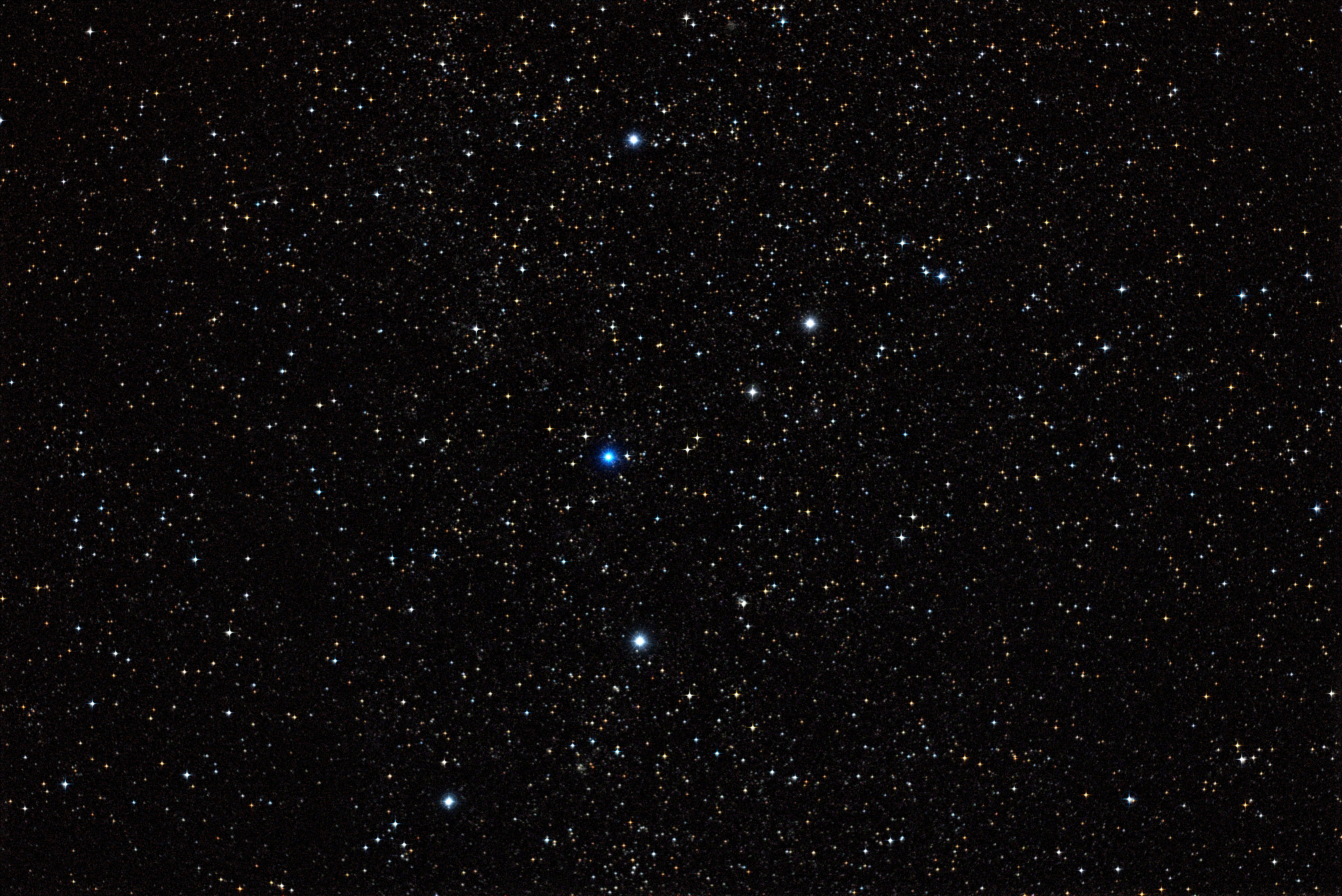
Foto van het sterrenbeeld Cassiopeia.

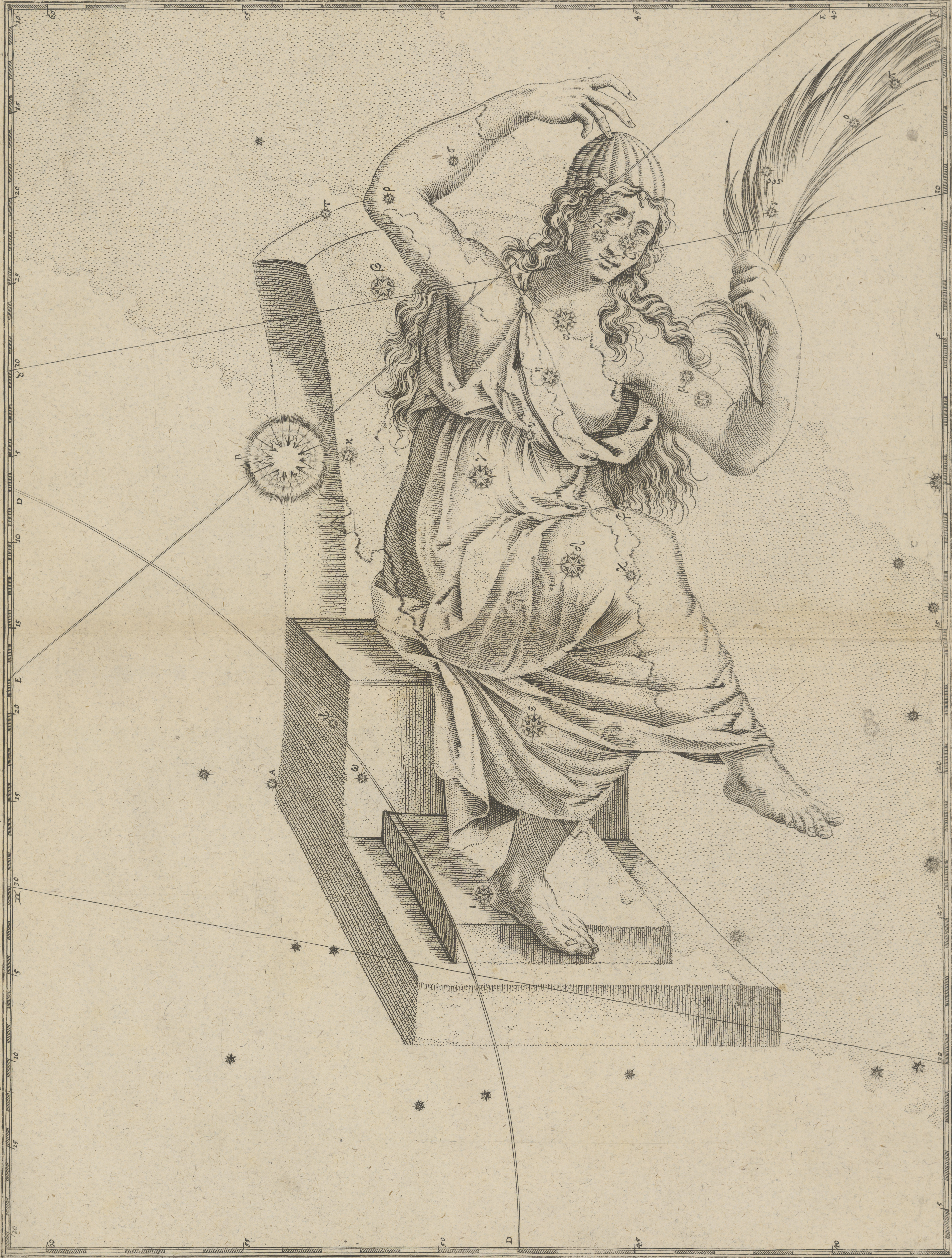
Illustratie van het sterrenbeeld Cassiopeia.

Cassiopeia (afkorting Cas) is een sterrenbeeld dat op de breedte van de Benelux het gehele jaar is te zien, het is circumpolair. Het sterrenbeeld heeft de vorm van de letter W. Het ligt tussen rechte klimming 23u00m en 3u20m en declinatie +55° en +75°.

## Sterren
(in volgorde van afnemende helderheid)
- Schedar (α, alpha Cassiopeiae)
- Caph (β, beta Cassiopeiae)
- Cih (γ, gamma Cassiopeiae)
- Ruchbah (δ, delta Cassiopeiae)
- Segin (ε, epsilon Cassiopeiae)
- Achird (η, eta Cassiopeiae)
- Marfak (θ, theta Cassiopeiae)

## Telescopisch waarneembare objecten

### New General Catalogue(NGC)
NGC 103, NGC 110, NGC 129, NGC 133, NGC 136, NGC 146, NGC 147, NGC 185, NGC 189, NGC 225, NGC 278, NGC 281, NGC 358, NGC 366, NGC 381, NGC 433, NGC 436, NGC 457, NGC 559, NGC 581, NGC 609, NGC 629, NGC 637, NGC 654, NGC 657, NGC 659, NGC 663, NGC 743, NGC 771, NGC 886, NGC 896, NGC 1027, NGC 1343, NGC 7438, NGC 7635, NGC 7654, NGC 7788, NGC 7789, NGC 7790, NGC 7795, NGC 7801

### Index Catalogue (IC)
IC 10, IC 11, IC 59, IC 63, IC 155, IC 166, IC 289, IC 1590, IC 1747, IC 1795, IC 1805, IC 1824, IC 1831, IC 1848, IC 1851, IC 1871, IC 5366

## Bezienswaardigheden
Het lijstje van deep-sky objecten in Cassiopeia is relatief lang, mede doordat het sterrenbeeld in de Melkweg ligt.
- Hoewel de eigenlijke intergalactische ruimte in het sterrenbeeld Cassiopeia geblokkeerd wordt door de storende invloed van het melkwegstelsel, zijn hier toch twee sterrenstelsels ontdekt, nl. Maffei 1 en Maffei 2. Beide sterrenstelsels zijn ontdekt door de Italiaanse astrofysicus Paolo Maffei (1926-2009).
- Cassiopeia bevat de resten van de door Tycho Brahe bestudeerde supernova SN 1572 en de sterke radiobron Cassiopeia A.
- Het sterrenbeeld bevat ook de Zielnevel en Hartnevel.
- NGC 457 is een open sterrenhoop in de vorm van een uil met lichtgevende ogen, vandaar de bijnaam Owl Cluster.
- Messier 52 is een open sterrenhoop met een oranjerode centrale ster.
- Messier 103 is een open sterrenhoop met, evenals Messier 52, een roodkleurige ster.
- WZ Cassiopeia is een typische koele koolstofster (Cool Carbon Star), en daarmee een van de meest roodkleurige sterren in de noordelijke sterrenhemel. WZ Cassiopeia (of WZ Cas) kan beschouwd worden als een dubbelster (ΟΣΣ 254), en bijgevolg kan de extreem rode kleur van de ene component vergeleken worden met het wit van de andere component (een opvallend kleurcontrast).
- Melotte 15 is een open sterrenhoop in de Running Dog Nebula (Lopende Hond Nevel of Hartnevel).
- Eta Cassiopeia (η Cassiopeia, Achird) is een dubbelster met een opmerkelijk kleurcontrast (lila-blauw en saffraan-geel). Deze dubbelster is bekend als het Paasei (Easter Egg Double).
- NGC 133 is een door de IAU officieel erkende open sterrenhoop die eerder als een telescopisch asterism gecatalogiseerd dient te worden. Het bestaat nl. uit een rijtje van slechts 4 sterren. Toch is dit sterrenrijtje observaties m.b.v. een telescoop waard.
- Stock 23 is een telescopisch asterism op het grensgebied tussen Cassiopeia en Camelopardalis (Giraffe). Dit object is bekend als Pazmino's Cluster.
- NGC 657 is een open sterrenhoop met de dubbelster ΟΣ 35 in het midden ervan.
- Σ 3053 is een dubbelster met een opmerkelijk kleurcontrast. De kleuren ervan worden beschreven als Orange/Blue, of Very Yellow/Blue (Burnham).
- NGC 7789 is een open sterrenhoop met de bijnaam Caroline's Rose.
- NGC 278 is een extragalactisch sterrenstelsel met een opmerkelijke helderheid (High Surface Brightness galaxy).

## Aangrenzende sterrenbeelden
(met de wijzers van de klok mee)
- Cepheus
- Hagedis (Lacerta)
- Andromeda
- Perseus
- Giraffe (Camelopardalis)

## Mythologie
In de Griekse mythologie is Cassiopeia de koningin van de Ethiopiërs. Ze was de vrouw van Cepheus en moeder van Andromeda.